# فورت مک‌کوی (فلوریدا)
فورت مک‌کوی (به انگلیسی: Fort McCoy) یک منطقهٔ مسکونی در ایالات متحده آمریکا است که در شهرستان ماریون، فلوریدا واقع شده‌است.